# Fons-sur-Lussan
Pour les articles homonymes, voir Fons.
Fons-sur-Lussan est une commune française située dans le nord du département du Gard, en région Occitanie.
Exposée à un climat méditerranéen, elle est drainée par le Merderis, le ruisseau Turelure et par un autre cours d'eau. La commune possède un patrimoine naturel remarquable : un site Natura 2000 (les « garrigues de Lussan »), un espace protégé (le « secteur nord du massif du Bouquet ») et deux zones naturelles d'intérêt écologique, faunistique et floristique.
Fons-sur-Lussan est une commune rurale qui compte 228 habitants en 2022, après avoir connu un pic de population de 549 habitants en 1851. Ses habitants sont appelés les Fonsois ou Fonsoises.

## Géographie

### Localisation
Fons-sur-Lussan est situé sur le plateau gardois de Lussan, à quelques kilomètres du mont Bouquet.
Par la route, le village se trouve à 28 kilomètres d'Alès et à 47 kilomètres de Nîmes.
| Rivières            | Méjannes-le-Clap |        |
| Allègre-les-Fumades | Fons-sur-Lussan  |        |
| Bouquet             |                  | Lussan |

### Climat
Pour des articles plus généraux, voir Climat de l'Occitanie et Climat du Gard.
En 2010, le climat de la commune est de type climat méditerranéen franc, selon une étude s'appuyant sur une série de données couvrant la période 1971-2000. En 2020, Météo-France publie une typologie des climats de la France métropolitaine dans laquelle la commune est exposée à un climat méditerranéen et est dans la région climatique Provence, Languedoc-Roussillon, caractérisée par une pluviométrie faible en été, un très bon ensoleillement (2 600 h/an), un été chaud (21,5 °C), un air très sec en été, sec en toutes saisons, des vents forts (fréquence de 40 à 50 % de vents > 5 m/s) et peu de brouillards.
Pour la période 1971-2000, la température annuelle moyenne est de 13,2 °C, avec une amplitude thermique annuelle de 17,3 °C. Le cumul annuel moyen de précipitations est de 1 048 mm, avec 6,6 jours de précipitations en janvier et 3,4 jours en juillet. Pour la période 1991-2020, la température moyenne annuelle observée sur la station météorologique la plus proche, située sur la commune de Méjannes-le-Clap à 5 km à vol d'oiseau, est de 13,6 °C et le cumul annuel moyen de précipitations est de 1 000,8 mm,. Pour l'avenir, les paramètres climatiques de la commune estimés pour 2050 selon différents scénarios d’émission de gaz à effet de serre sont consultables sur un site dédié publié par Météo-France en novembre 2022.

### Milieux naturels et biodiversité

#### Espaces protégés
La protection réglementaire est le mode d’intervention le plus fort pour préserver des espaces naturels remarquables et leur biodiversité associée,.
Un  espace protégé est présent sur la commune : 
le « secteur nord du massif du Bouquet », objet d'un arrêté de protection de biotope, d'une superficie de 147,6 ha.

#### Réseau Natura 2000

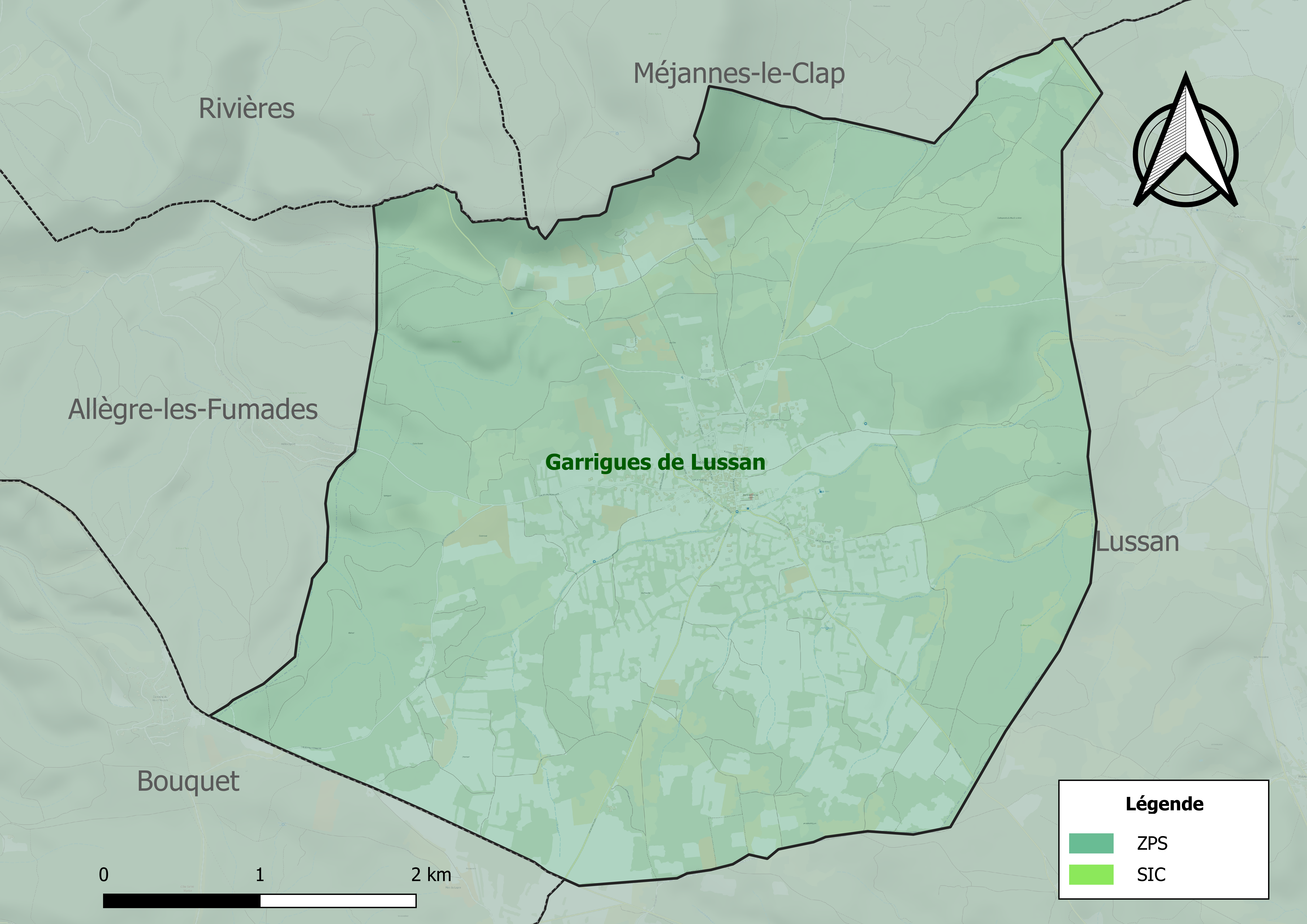
Sites Natura 2000 sur le territoire communal.

Le réseau Natura 2000 est un réseau écologique européen de sites naturels d'intérêt écologique élaboré à partir des directives habitats et oiseaux, constitué de zones spéciales de conservation (ZSC) et de zones de protection spéciale (ZPS).
Un site Natura 2000 a été défini sur la commune au titre  de la directive oiseaux : les « garrigues de Lussan », d'une superficie de 29 150 ha. Ce site abritait en 1999 un site de nidfication d'un couple de vautour percnoptère. Ce site constitue  un lien essentiel dans la petite population méditerranéenne résiduelle du Sud-Est de la France (comprenant une vingtaine de couples seulement), situé entre les noyaux d'Ardèche et Drôme-Isère, au nord, des gorges du Gardon, au sud, du Lubéron et des Alpilles, à l'est, du haut montpelliérais et des Gorges Tarn-Jonte.

#### Zones naturelles d'intérêt écologique, faunistique et floristique
L’inventaire des zones naturelles d'intérêt écologique, faunistique et floristique (ZNIEFF) a pour objectif de réaliser une couverture des zones les plus intéressantes sur le plan écologique, essentiellement dans la perspective d’améliorer la connaissance du patrimoine naturel national et de fournir aux différents décideurs un outil d’aide à la prise en compte de l’environnement dans l’aménagement du territoire.
Une ZNIEFF de type 1 est recensée sur la commune :
la « plaine de Camellié » (326 ha), couvrant 3 communes du département et une ZNIEFF de type 2, : 
le « plateau de Lussan et Massifs Boisés » (37 159 ha), couvrant 40 communes du département.

Carte des ZNIEFF de type 1 et 2 à Fons-sur-Lussan.
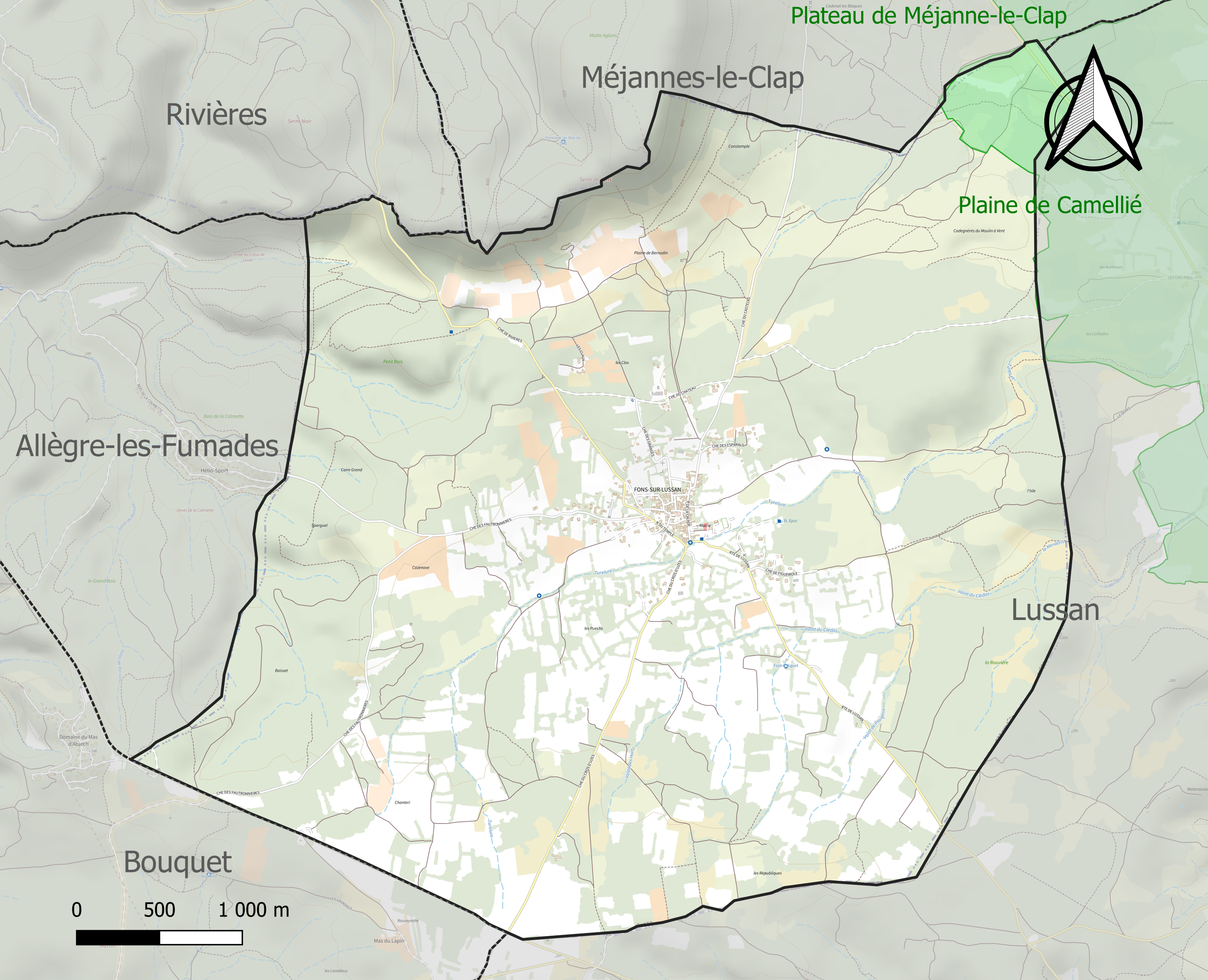
Carte de la ZNIEFF de type 1 sur la commune.
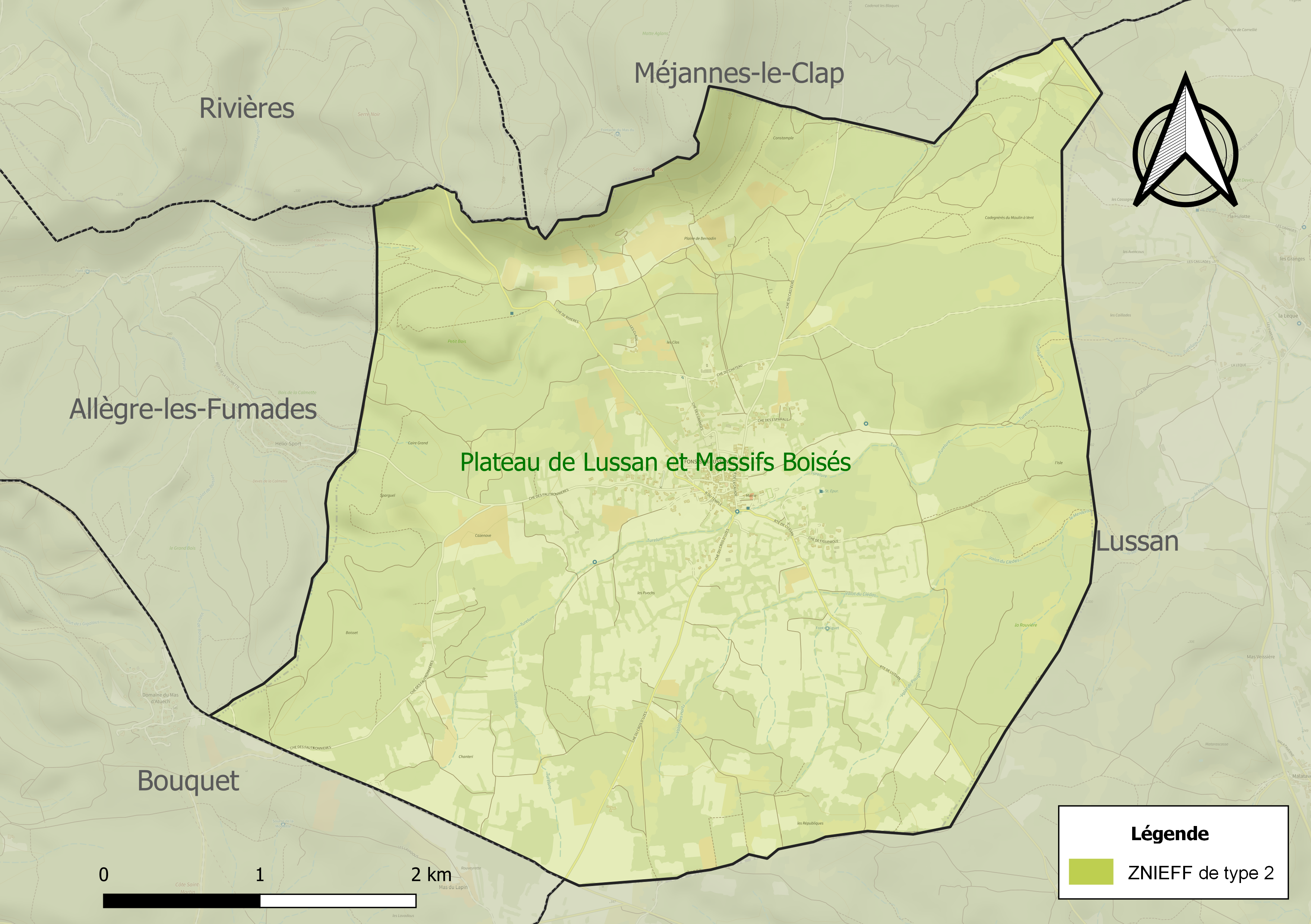
Carte de la ZNIEFF de type 2 sur la commune.

## Urbanisme

### Typologie
Au 1er janvier 2024, Fons-sur-Lussan est catégorisée commune rurale à habitat dispersé, selon la nouvelle grille communale de densité à sept niveaux définie par l'Insee en 2022.
Elle est située hors unité urbaine et hors attraction des villes,.

### Occupation des sols
L'occupation des sols de la commune, telle qu'elle ressort de la base de données européenne d’occupation biophysique des sols Corine Land Cover (CLC), est marquée par l'importance des forêts et milieux semi-naturels (60,2 % en 2018), une proportion identique à celle de 1990 (60,2 %). La répartition détaillée en 2018 est la suivante : 
milieux à végétation arbustive et/ou herbacée (41,6 %), zones agricoles hétérogènes (39,8 %), forêts (18,5 %). L'évolution de l’occupation des sols de la commune et de ses infrastructures peut être observée sur les différentes représentations cartographiques du territoire : la carte de Cassini (XVIIIe siècle), la carte d'état-major (1820-1866) et les cartes ou photos aériennes de l'IGN pour la période actuelle (1950 à aujourd'hui).

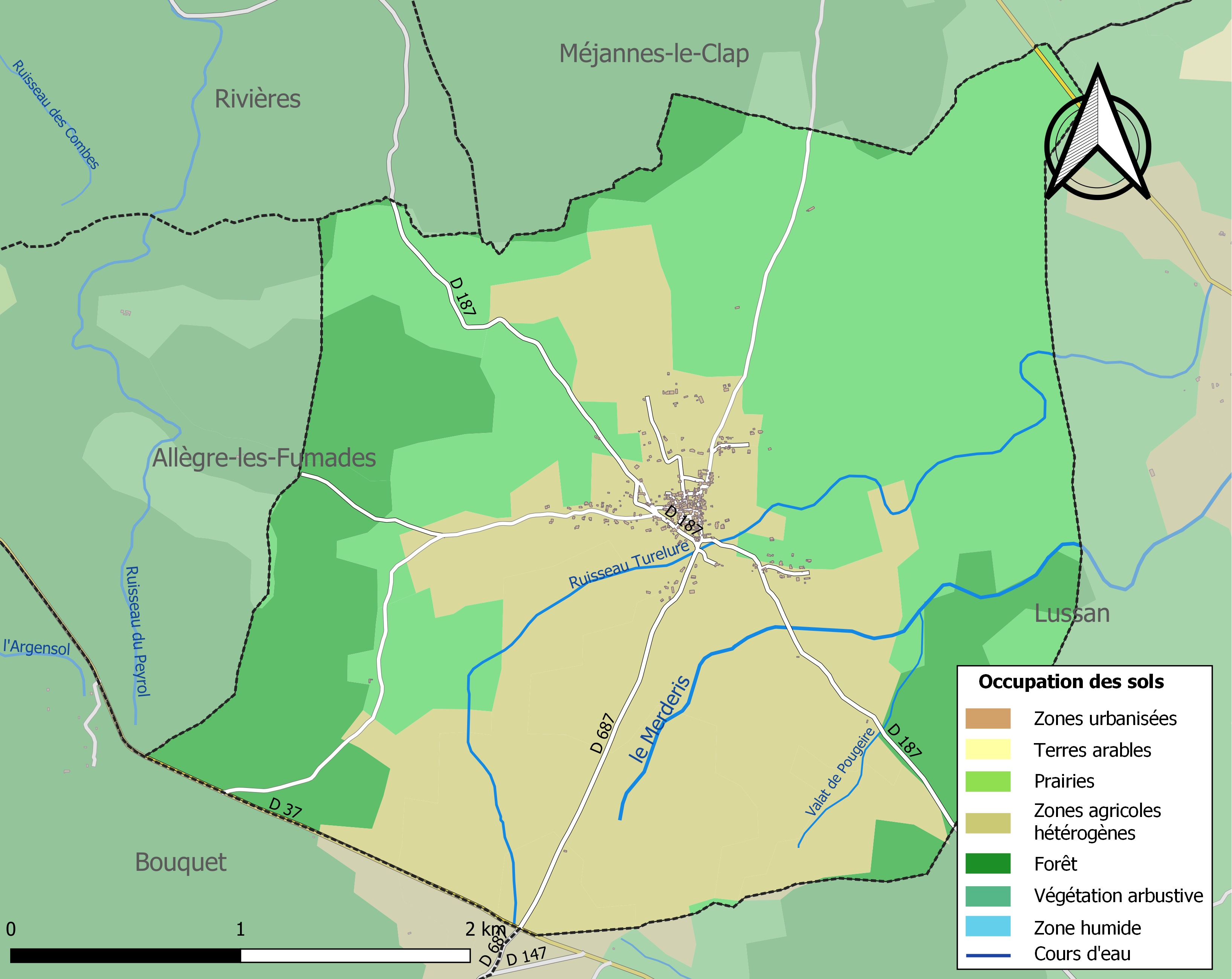
Carte des infrastructures et de l'occupation des sols de la commune en 2018 (CLC).

### Risques majeurs
Le territoire de la commune de Fons-sur-Lussan est vulnérable à différents aléas naturels : météorologiques (tempête, orage, neige, grand froid, canicule ou sécheresse), inondations, feux de forêts et séisme (sismicité modérée). Un site publié par le BRGM permet d'évaluer simplement et rapidement les risques d'un bien localisé soit par son adresse soit par le numéro de sa parcelle.
Certaines parties du territoire communal sont susceptibles d’être affectées par le risque d’inondation par débordement de cours d'eau et par une crue torrentielle ou à montée rapide de cours d'eau, notamment le Merderis. La commune a été reconnue en état de catastrophe naturelle au titre des dommages causés par les inondations et coulées de boue survenues en 1982, 1983, 1993, 1997 et 2002,.

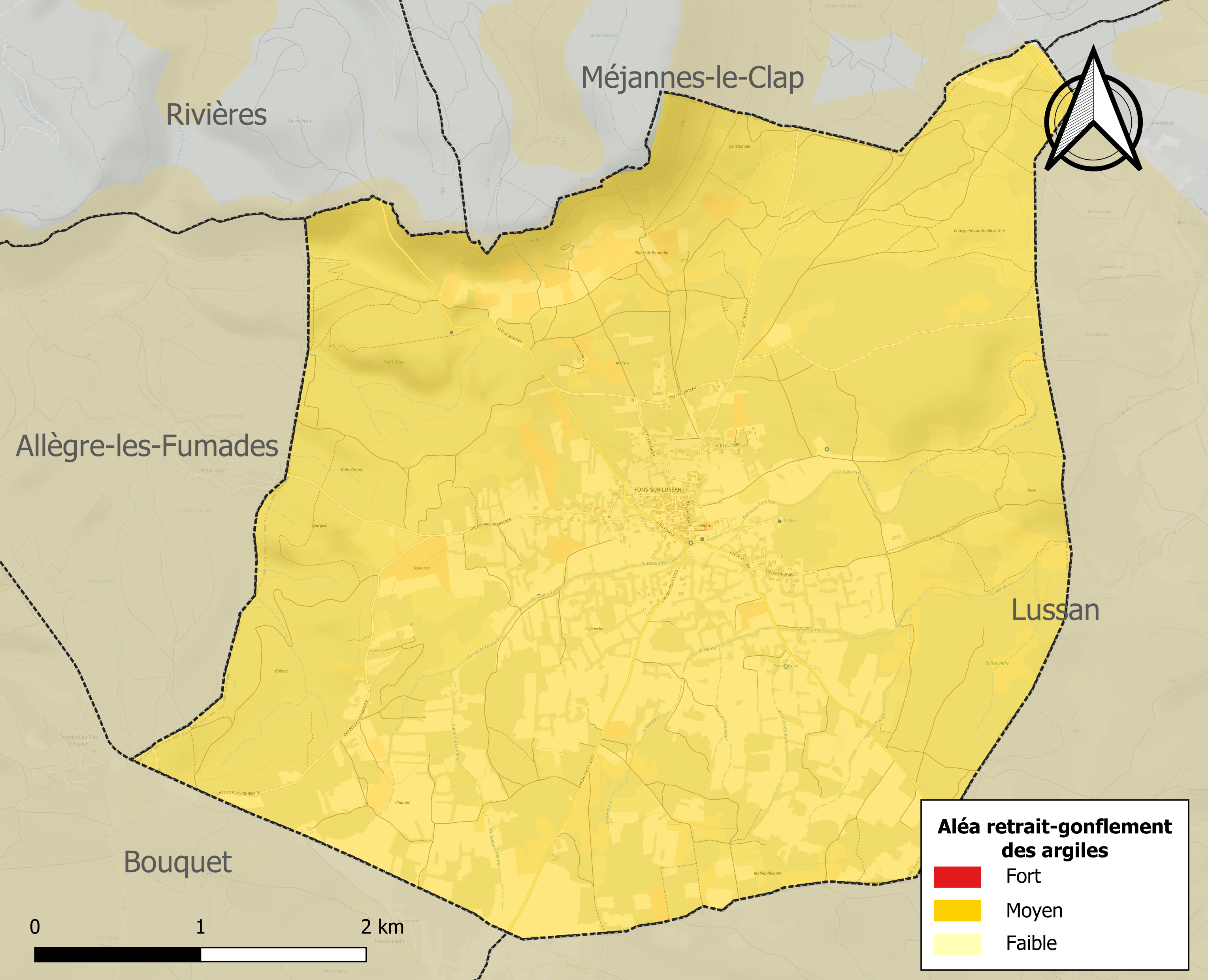
Carte des zones d'aléa retrait-gonflement des sols argileux de Fons-sur-Lussan.

Le retrait-gonflement des sols argileux est susceptible d'engendrer des dommages importants aux bâtiments en cas d’alternance de périodes de sécheresse et de pluie. 99,9 % de la superficie communale est en aléa moyen ou fort (67,5 % au niveau départemental et 48,5 % au niveau national). Sur les 191 bâtiments dénombrés sur la commune en 2019, 191 sont en aléa moyen ou fort, soit 100 %, à comparer aux 90 % au niveau départemental et 54 % au niveau national. Une cartographie de l'exposition du territoire national au retrait gonflement des sols argileux est disponible sur le site du BRGM,.
Par ailleurs, afin de mieux appréhender le risque d’affaissement de terrain, l'inventaire national des cavités souterraines permet de localiser celles situées sur la commune.
Concernant les mouvements de terrains, la commune a été reconnue en état de catastrophe naturelle au titre des dommages causés par la sécheresse en 2017 et par des mouvements de terrain en 1983.

## Toponymie
- Occitan Fons, du latin Fontes : fontaines[I 2],[25].
- Occitan Lussan, du roman Liussan, du bas latin Lussanum, Luzanum[I 2].

## Histoire

### Moyen Âge
Une charte des archives de l'abbaye de Cluni, Fondation du prieuré de saint Saturnin du Port, relate en l'an 945 in comitatu Uzetico in vicaria Caxoniensi un lieu nommé Fontem qui est relatif au village de Fons-sur-Lussan.

### Époque moderne
Le prieuré Sainct-Estienne de Fons-sur-Lussan est mentionné en 1620 dans les insinuations ecclésiastiques du diocèse d'Uzès. Il s'agit du prieuré bénédictin de Goudargues.

## Politique et administration

### Rattachements électoraux
Pour l'élection des députés, elle fait partie de la quatrième circonscription du Gard.

### Liste des maires
| Période                                  | Période  | Identité               | Étiquette | Qualité |
| ---------------------------------------- | -------- | ---------------------- | --------- | --- |
| Les données manquantes sont à compléter. |          |                        |           | |
| 2001                                     | 2020     | Fabrice Verdier        | PS        | Fonctionnaire Président de la communauté de communes du Grand Lussan (2004-2012) Conseiller régional du Languedoc-Roussillon (2010-2015) puis d'Occitanie (depuis 2015) Député de la 4e circonscription du Gard (2012-2017) |
| 2020                                     | En cours | Jean-Bernard Guihermet |           | |

## Population et société

### Démographie
L'évolution du nombre d'habitants est connue à travers les recensements de la population effectués dans la commune depuis 1793. Pour les communes de moins de 10 000 habitants, une enquête de recensement portant sur toute la population est réalisée tous les cinq ans, les populations de référence des années intermédiaires étant quant à elles estimées par interpolation ou extrapolation. Pour la commune, le premier recensement exhaustif entrant dans le cadre du nouveau dispositif a été réalisé en 2004.

En 2022, la commune comptait 228 habitants, en évolution de −3,8 % par rapport à 2016 (Gard : +2,97 %, France hors Mayotte : +2,11 %).
| 1793 | 1800 | 1806 | 1821 | 1831 | 1836 | 1841 | 1846 | 1851 |
| ---- | ---- | ---- | ---- | ---- | ---- | ---- | ---- | ---- |
| 462  | 328  | 360  | 390  | 456  | 503  | 512  | 547  | 549  |

| 1856 | 1861 | 1866 | 1872 | 1876 | 1881 | 1886 | 1891 | 1896 |
| ---- | ---- | ---- | ---- | ---- | ---- | ---- | ---- | ---- |
| 508  | 540  | 495  | 471  | 465  | 431  | 425  | 387  | 333  |

| 1901 | 1906 | 1911 | 1921 | 1926 | 1931 | 1936 | 1946 | 1954 |
| ---- | ---- | ---- | ---- | ---- | ---- | ---- | ---- | ---- |
| 302  | 297  | 260  | 183  | 179  | 166  | 167  | 171  | 128  |

| 1962 | 1968 | 1975 | 1982 | 1990 | 1999 | 2004 | 2006 | 2009 |
| ---- | ---- | ---- | ---- | ---- | ---- | ---- | ---- | ---- |
| 134  | 133  | 123  | 123  | 134  | 171  | 202  | 203  | 245  |

| 2014 | 2019 | 2022 | - | - | - | - | - | - |
| ---- | ---- | ---- | - | - | - | - | - | - |
| 240  | 237  | 228  | - | - | - | - | - | - |

## Culture locale et patrimoine

### Édifices civils
- Vestiges d'un vieux château.
- Fontaine restaurée, située à l'entrée du village, quasiment au point le plus bas du village.
- Lavoir couvert, dit lavoir de Font d'Higuiet.

### Édifices religieux

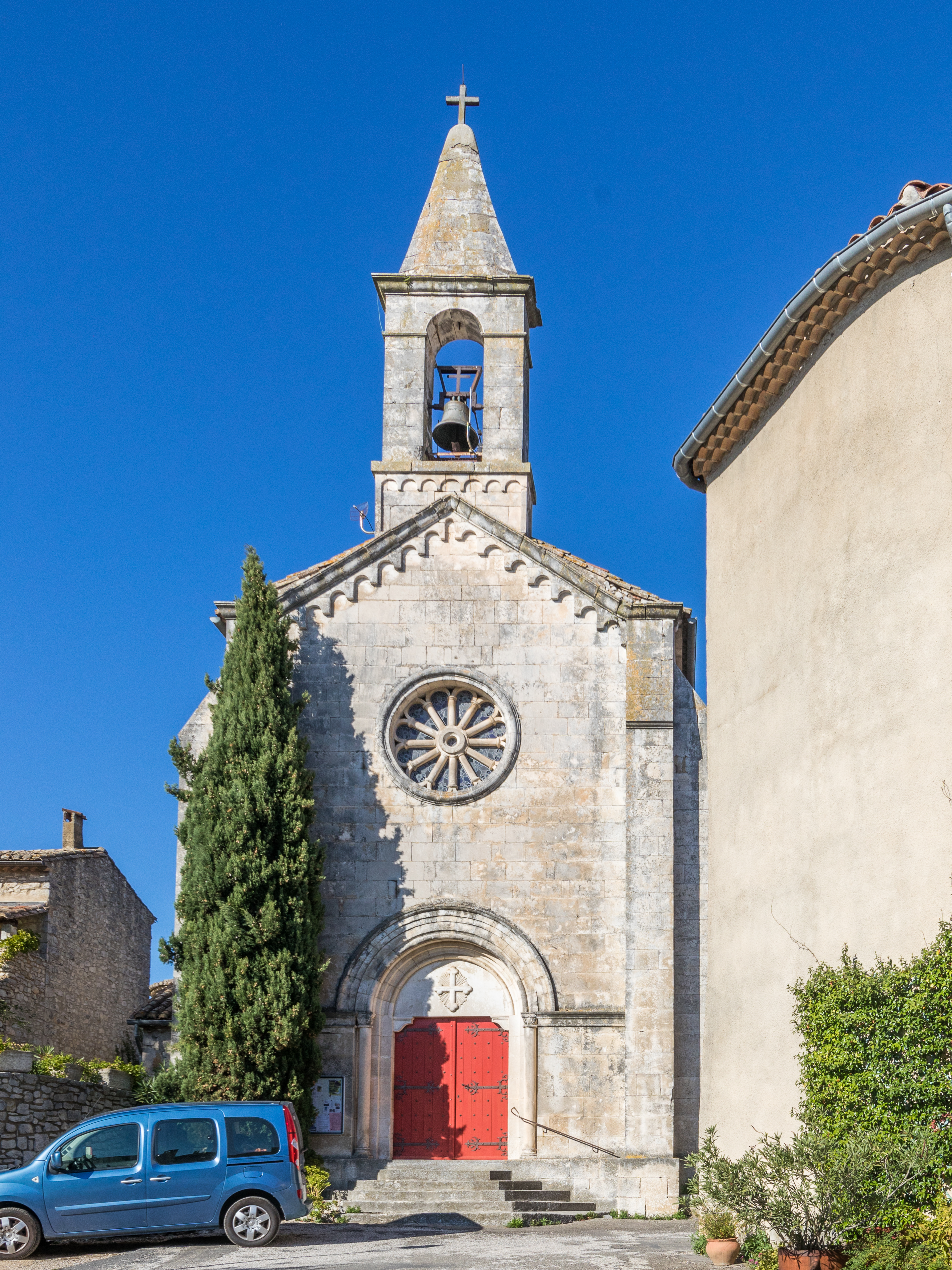
Église Saint-Étienne

- Église Saint-ÉtienneÉglise Saint-Étienne de Fons-sur-Lussan, de style néo-roman du XIXe siècle en forme de croix latine.
- Temple protestant de Fons-sur-Lussan.

## Héraldique
| Blason de Fons-sur-Lussan | Blason  | De sable, à un pal losangé d'or et de sable.     |
| Blason de Fons-sur-Lussan | Détails | Le statut officiel du blason reste à déterminer. |